# Ramazan Rasulov
Ramazan Rasulov –en ruso, Рамазан Расулов– (21 de abril de 1990) es un deportista ruso que compitió en halterofilia. Ganó una medalla de bronce en el Campeonato Mundial de Halterofilia de 2013, en la categoría de 94 kg.

## Palmarés internacional
| Campeonato Mundial | Campeonato Mundial  | Campeonato Mundial | Campeonato Mundial |
| Año                | Lugar               | Medalla            | Categoría          |
| ------------------ | ------------------- | ------------------ | ------------------ |
| 2013               | Breslavia (Polonia) | Medalla de bronce  | 94 kg              |